# Dấu Thánh Giá
Dấu Thánh Giá là một cử chỉ thông dụng nhất để tuyên xưng đức tin Kitô Giáo. Làm dấu hình thánh giá để nói lên niềm tin vào công cuộc cứu độ loài người mà Chúa Giêsu đã chịu chết trên thập giá. Xướng danh Chúa Cha, Chúa Con và Chúa Thánh Thần là một cách nói lên niềm tin vào Thiên Chúa Ba Ngôi. Dấu Thánh Giá là Á bí tích đầu tiên của Giáo hội Công giáo, đã có từ thời các Thánh Tông Đồ. Người ta thường làm Dấu Thánh Giá với nước thánh (nước phép), hoặc trong dòng tu khi bước vào phòng mình. Trong hầu hết các nghi thức của Công giáo thường được bắt đầu bằng việc làm Dấu Thánh Giá. Hình thức: vừa làm dấu theo hình chữ thập vừa đọc to hoặc đọc nhẩm: "Nhân danh Cha, và Con và Thánh Thần". Vừa đọc vừa dùng tay phải chạm lên trán, ngực và vai trái rồi vai phải tạo thành một hình chữ thập. Dấu Thánh Giá kết thúc bằng chữ "Amen" và chắp hai tay ở trước ngực, hoặc hôn bàn tay làm Dấu Thánh Giá.